# Richard Bushman
Richard Lyman Bushman (Salt Lake City, 20 de junio de 1931) es un historiador y educador estadounidense. Se desempeña como profesor emérito de historia Gouverneur Morris en la Universidad de Columbia, habiendo enseñado anteriormente en la Universidad Brigham Young, la Universidad de Harvard, la Universidad de Boston y la Universidad de Delaware. Es autor de Joseph Smith: Rough Stone Rolling, una importante biografía de Joseph Smith, progenitor del Movimiento de los Santos de los Últimos Días. También fue editor del Proyecto Joseph Smith Papers y ahora forma parte de la junta asesora nacional. Ha sido llamado "uno de los eruditos más importantes de la historia religiosa estadounidense" de finales del siglo XX. En 2012, una donación de 3 millones de dólares a la Universidad de Virginia estableció la Cátedra Richard Lyman Bushman de Estudios Mormones en su honor.

## Biografía
Nació el 20 de junio de 1931 en Salt Lake City, Utah. Su padre, Ted Bushman (1902-1980), fue ilustrador de moda, publicista y ejecutivo de grandes almacenes, y su madre, Dorothy Bushman (de soltera Lyman; 1908-1995), fue secretaria y ama de casa. Creció como miembro de la Iglesia de Jesucristo de los Santos de los Últimos Días (Iglesia SUD). Cuando era un niño, su familia se mudó a Portland, Oregón.
Después de graduarse de la escuela secundaria en 1949, se matriculó en la Universidad de Harvard. Después de haber dejado sus estudios para servir durante dos años como misionero SUD en el noreste de los Estados Unidos, se graduó en 1955 con una licenciatura magna cum laude en historia. Se casó con la historiadora Claudia Lauper Bushman en agosto de 1955, y la pareja crio seis hijos. Continuó en Harvard, donde obtuvo una Maestría en Artes y un Doctorado en Filosofía en la historia de la civilización estadounidense, estudiando con el primer historiador estadounidense Bernard Bailyn. Recibió una beca Sheldon para trabajar en su tesis en Londres.
Enseñó en la Universidad Brigham Young de 1960 a 1968, aunque dos de esos años los pasó estudiando historia y psicología con una beca de doctorado en la Universidad Brown. En 1968, ganó el Premio Bancroft por su tesis publicada, De puritano a yanqui: carácter y orden social en Connecticut, 1690-1765. Recibió una beca de un año en 1969 en el Centro Charles Warren de Harvard y luego fue contratado para enseñar en la Universidad de Boston. En 1977, se trasladó a la Universidad de Delaware para trabajar con recursos de cultura material en el Museo Winterthur. El "principal trabajo de Bushman sobre el refinamiento y la gentileza data de esos años, que incluyó una beca de un año en el Instituto Smithsonian". En 1989, se le pidió que enseñara historia colonial estadounidense en la Universidad de Columbia. En 1992, fue nombrado el primer profesor de Historia Gouverneur Morris. Durante su estancia en Columbia, completó becas de un año en el Centro Davis de Princeton, el Centro Nacional de Humanidades y la Biblioteca Huntington. En este último, en 1997, comenzó a escribir una biografía de Joseph Smith, Rough Stone Rolling, y se retiró de Columbia en 2001 para poder completarla. De 2008 a 2011, ocupó el primer cargo de la Cátedra Howard W. Hunter de Estudios Mormones en la Universidad de Graduados de Claremont y obtuvo una beca de la Biblioteca Huntington. En 2012, la Universidad de Virginia estableció la Cátedra Richard Lyman Bushman de Estudios Mormones en el Departamento de Estudios Religiosos, la cátedra financiada con una donación de 3 millones de dólares de donantes anónimos, Fuera de los entornos docentes, en el siglo XXI, trabajó como editor y más tarde como miembro del consejo asesor nacional de los Documentos de Joseph Smith, un proyecto del Departamento de Historia de la Iglesia.
Ha seguido escribiendo la historia temprana de Estados Unidos y la mormona. En 2018, Yale University Press publicó su libro El granjero estadounidense en el siglo XVIII: una historia social y cultural. Para 2020, había pasado casi una década escribiendo de forma intermitente una historia cultural de las planchas de oro que Joseph Smith había descrito como la fuente del Libro de Mormón.

## Premios y honores

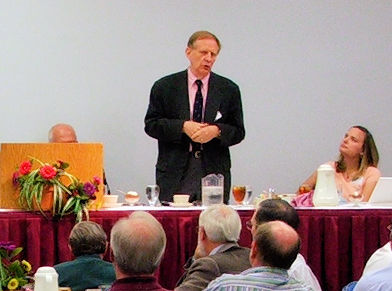
Bushman dirigiéndose a la Asociación Histórica John Whitmer en 2011.

En 1968 su libro, From Puritan to Yankee: Character and Social Order in Connecticut, 1690-1765 de Bushman ganó el Premio Bancroft, un premio otorgado por los fideicomisarios de la Universidad de Columbia al mejor libro del año sobre historia estadounidense. También ha recibido el premio Phi Alpha Theta y los premios Evans Biography Awards, administrados por el Centro Mountain West de Estudios Regionales de la Universidad Estatal de Utah. Publicó Joseph Smith and the Beginnings of Mormonism, que recibió el premio a la mejor biografía de la Asociación de Historia Mormona en 1985. Ha sido beneficiado de las becas Guggenheim, Huntington, del Centro Nacional de Humanidades y del Fondo Nacional de Humanidades; y se desempeñó como presidente de la Asociación de Historia Mormona (1985-1986). Fue honrado en la reunión anual de enero de 2011 de la Asociación Histórica Estadounidense, donde contó con una gran asistencia una sesión titulada "Una retrospectiva sobre la erudición de Richard Bushman".

### Rough Stone Rolling
Joseph Smith: Rough Stone Rolling, de Bushman, una biografía del fundador del movimiento Santo de los Últimos Días, Joseph Smith, ha sido llamado el "logro supremo de la nueva historia mormona". El libro vendió más de 100.000 copias y obtuvo muchos premios, incluido el Premio a la Biografía Evans y el premio anual al Mejor Libro de 2006 de la Asociación de Historia Mormona. Según un artículo del escritor de Los Angeles Times, Larry Gordon, la respuesta inicial a la biografía "obtuvo muchas críticas positivas, aunque algunos críticos dijeron que estaba incómodamente a caballo entre la reverencia y la lógica".

## Religión
El bosquimano creció en una familia practicante de los Santos de los Últimos Días. Cuando era joven, ingresó a estudios universitarios en Harvard y allí se encontró luchando por comunicar sus creencias religiosas en un entorno en el que el positivismo lógico estaba vigente. Bernard Cohen, mentor de Bushman en la concentración de historia y ciencia de Harvard, le dijo que la mayoría de la gente en Harvard "pensaba que el mormonismo es basura". Sin saber cómo responder, comenzó a preguntarse si había "suficientes pruebas para creer en Dios", y como resultado se sintió "atraído hacia el agnosticismo". Aun así, interrumpió sus estudios en Harvard para servir como misionero de la iglesia en Nueva Inglaterra y el Atlántico canadiense, donde superó las dudas sobre la existencia de Dios y se convenció de que el Libro de Mormón tenía razón. Bushman ha opinado en retrospectiva: "Si yo dudaba tanto, ¿por qué fui al campo misionero donde me llamarían a testificar de mis creencias prácticamente todos los días?... He llegado a creer que en realidad mi problema no era la fe sino encontrar las palabras para expresar mi fe".
Posteriormente, ocupó varios llamamientos religiosos dentro de la Iglesia SUD, incluido el de maestro de seminario, obispo, presidente de estaca y patriarca de estaca. Sobre su decisión de estudiar la religión a la que está afiliado, respondió: "¿Diría usted que las únicas personas que pueden hacer estudios sobre negros no son los negros, o que para hacer estudios sobre mujeres hay que no ser mujer? Recibes todo tipo de estudios de personas que tienen un profundo compromiso personal con la materia que enseñan, y eso tiene sus ventajas".

## Publicaciones
- From Puritan to Yankee: Character and the Social Order in Connecticut, 1690–1765. Harvard University Press, 1967. ISBN 0-674-32551-6
- Joseph Smith and the Beginnings of Mormonism. Prensa de la Universidad de Illinois, 1984. ISBN 0-252-01143-0 OCLC 749000008
- King and People in Provincial Massachusetts. Prensa de la Universidad de Carolina del Norte, 1985.[24]
- Great Awakening: Documents on the Revival of Religion, 1740–1745. Instituto de Historia Estadounidense Temprana, University of North Carolina Press, reimpresión del libro de texto 1989. ISBN 0-8078-4260-5 OCLC 1154932101
- The Refinement of America: Persons, Houses, Cities. Random House, incorporada, 1993. ISBN 0-679-74414-2
- Building the Kingdom: A History of Mormons in America, con Claudia Lauper Bushman . Oxford University Press, 2001. ISBN 0-19-515022-8
- Believing History: Latter-Day Saint Essays, Editado por Jed Woodworth. Columbia University Press, 2004. ISBN 0-231-13006-6 OCLC 872978355
- Joseph Smith: Rough Stone Rolling Alfred Knopf, 2005. ISBN 1-4000-4270-4 OCLC 85813960
- The Mormon History Association's Tanner Lectures, con Dean L. May, Reid L. Neilson, Thomas G. Alexander (Editor), Jan Shipps (Editor). Prensa de la Universidad de Illinois, 2006. ISBN 0-252-07288-X
- On the Road with Joseph Smith: An Author's Diary. Libros de Greg Kofford, 2007. ISBN 978-1-58958-102-9 OCLC 123029410
- Mormonism: A Very Short Introduction. Oxford University Press, 2008. ISBN 0-19-531030-6 OCLC 179802646
- The American Farmer in the Eighteenth Century: A Social and Cultural History. Yale University Press, 2018. ISBN 9780300235203[15]